# Siedlemin
Siedlemin (prononciation : [ɕɛˈdlɛmin]) est un village polonais de la gmina de Jarocin dans le powiat de Jarocin de la voïvodie de Grande-Pologne dans le centre-ouest de la Pologne.
Il se situe à environ 5 kilomètres au sud-ouest de Jarocin (siège de la gmina et du powiat) et à 64 kilomètres au sud-est de Poznań (capitale régionale).
Le village possédait une population de 595 habitants en 2007.

## Histoire
De 1975 à 1998, le village faisait partie du territoire de la voïvodie de Kalisz.

Depuis 1999, Siedlemin est situé dans la voïvodie de Grande-Pologne.

## Personnalités
Alexis Sobaszek (1895-1942) est un prêtre polonais, curé de la paroisse de Siedlemin, martyr des nazis à Dachau. Déclaré bienheureux, il est fêté le 1 août (Saint Alexis).